# Helina quadriseta
Helina quadriseta este o specie de muște din genul Helina, familia Muscidae. A fost descrisă pentru prima dată de Adams în anul 1905. Conform Catalogue of Life specia Helina quadriseta nu are subspecii cunoscute.